# Feel It Boy
 (janvier 2012).
Si vous disposez d'ouvrages ou d'articles de référence ou si vous connaissez des sites web de qualité traitant du thème abordé ici, merci de compléter l'article en donnant les références utiles à sa vérifiabilité et en les liant à la section « Notes et références ».
Singles par Janet Jackson
"Son of a Gun (I Betcha Think This Song Is About You)"
(2002) "Come On Get Up"
(2002)
"Feel It Boy" est une chanson de Beenie Man sortie en 2002 et issue de l'album Tropical Storm.

## Informations
La chanson a été écrite par Beenie Man et produite par le duo The Neptunes. Elle est sortie en single le 16 septembre 2002 et a atteint le top 30 dans de nombreux pays. Elle est restée douze semaines dans le Billboard Hot 100. Elle a également atteint le neuvième place dans les charts du Royaume-Uni.
En 2004, Janet Jackson a exprimé son regret d'avoir participé à la chanson en déclarant: "SI j'avais su que Beenie Man était associé à l'homophobie, je n'aurais jamais travaillé avec lui. C'est choquant pour moi. Nous travaillons chez le même label, donc j'aurais dû le savoir. Mais en même temps, j'aurais aimé que quelqu'un me le dise."

## Clip
Réalisé par Dave Meyers sur la plage de Westward à Malibu, le clip dépeint différents personnages dans leur vie quotidienne. Vers la fin, Beenie Man apporte un quad près de Janet et l'observe avec des jumelles. La vidéo se termine par une fête évoquée dans la chanson.

## Supports
| Vinyle promo Royaume-Uni (VUSTDJ258) 1. Album Version - 3:26 2. Instrumental - 3:36 Vinyle Royaume-Uni (VUST 258) 1. Nikki Hollywood Radio Edit - 3:51 2. Just Blaze Remix Radio Edit - 3:31 3. Deep Dish Dancehall Remix - 12:13 CD 1 Royaume-Uni(7243 5 46718 2 1) 1. Radio Edit - 3:22 2. "Bossman" (Edit) - 4:05 CD 2 Royaume-Uni (7243 5 46769 2 5) 1. Album Version - 3:26 2. Just Blaze Remix Edit - 3:31 3. Nikki Holliwood Radio Edit - 3:51 4. Deep Dish Radio Edit - 3:47 Vinyle Promo États-Unis (VUSTDJX 258) 1. Agent X Vocal 2. Agent X Dub Vinyle États-Unis(7243 8 38846 1 2) 1. Album Version - 3:26 2. Just Blaze Remix - Extended - 5:24 3. Album Instrumental - 3:35 4. Joint Custody Remix - Extended - 5:56 5. Deep Dish Dancehall Remix - 12:13 | CD Australie (5467182) Vinyle États-Unis (7243 5 46717 6 0) 1. Radio Edit - 3:22 2. "Bossman" (Edit) - 4:05 3. Instrumental - 3:36 4. "Bossman" (Instrumental) - 3:59 CD promo États-Unis (168412) 1. Radio Edit - 3:22 2. Album Version - 3:26 3. Instrumental - 3:36 4. "Call Out Hook feat. Janet" - 0:15 5. "Call Out Hook feat. Beenie" - 0:09 Maxi CD promo États-Unis (617517-2) 1. Just Blaze Radio Edit 2. Joint Custody Radio Edit 3. Radio Edit - 3:22 4. Just Blaze Instrumental CD promo Europe (VUSCDJ258) 1. Radio Edit - 3:22 2. Album Version - 3:26 3. Instrumental - 3:36 CD Japon (VJCP-12160) 1. Radio Edit - 3:22 2. Deep Dish Dancehall Remix - 12:13 3. Just Blaze Remix - Extended - 5:24 4. Joint Custody Remix - Extended - 5:56 5. Instrumental - 3:36 |

## Remixes officiels
- Album Version (3:27)
- Album Instrumental (3:36)
- Deep Dish Dancehall Remix (12:14)
- Deep Dish Radio Edit (3:47)
- Joint Custody Remix - Extended (5:59)
- Joint Custody Remix Instrumental (5:52)
- Joint Custody Radio Edit (3:53) = Nikki Holliwood Radio Edit or Nance Radio Edit
- Just Blaze Remix - Extended (5:26)
- Just Blaze Instrumental (3:46)
- Just Blaze Remix Radio Edit (3:33)
- Radio Edit (3:22)

- Call Out Hook feat. Janet (0:15)
- Call Out Hook feat. Beenie (0:09)

## Classements
| Pays (2002)                                           | Meilleure position |
| ----------------------------------------------------- | ------------------ |
| États-Unis Billboard Hot 100                          | 28                 |
| États-Unis Billboard Hot R&B/Hip-Hop Singles & Tracks | 31                 |
| États-Unis Billboard Hot Rap Tracks                   | 14                 |
| Royaume-Uni                                           | 9                  |
| Canada                                                | 15                 |
| Australie                                             | 18                 |
| Afrique du Sud                                        | 1                  |
| Danemark                                              | 11                 |
| Allemagne                                             | 72                 |
| Europe                                                | 28                 |
| Japon                                                 | 6                  |
| Suisse                                                | 40                 |